# Sonam Jamtsho
Sonam Jamtsho (född 14 november 1983) är en bhutanesisk fotbollsspelare som för närvarande spelar för Transport United Thimphu i Bhutan.